# Efva Attling

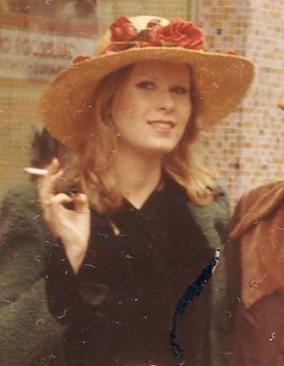
Efva Attling, 1971

Efva Katarina Attling (* 18. Februar 1952 in Stockholm) ist eine schwedische Schauspielerin, Model und Schmuckdesignerin.

## Leben
In den frühen 1980er Jahren gehörte Efva Attling der Band X Models an und veröffentlichte nur eine einzige Single Två av oss (dt. Zwei von uns). Durch ihre Modelzeit und Design-Studium arbeitete sie später für Levi’s und H&M, bevor sie Mitte der 1990er Jahre ihre eigene Schmucklinie herausbrachte. Zu ihren Kundinnen gehören unter anderem Madonna, Gail Elliot, Lisa Marie Presley, Jennifer Aniston und Kylie Minogue. Es gibt den Schmuck in ausgewählten Geschäften in Australien, England, Finnland, Japan, Norwegen, der USA und Schweden. 1996 ging sie mit der Popsängerin Eva Dahlgren eine Gleichgeschlechtliche Ehe ein. Beide engagieren sich als Aktivistinnen für die Rechte von Schwulen und Lesben in Schweden.